# فیلیپ زیریس
فیلیپ زیریس (انگلیسی: Philipp Ziereis؛ زادهٔ ۱۴ مارس ۱۹۹۳) بازیکن فوتبال اهل آلمان است.
از باشگاه‌هایی که در آن بازی کرده‌است می‌توان به باشگاه فوتبال سن پائولی و باشگاه فوتبال یان رگنسبورگ اشاره کرد.